# 大阎家镇
大阎家镇是中国山东省烟台市海阳市下辖的一个镇。

## 行政区划
大阎家镇下辖大阎家村、石前庄村、斜山村、迟家庄村、台子上村、路疃村、朝阳庄村、岭上村、廒上村、胡格庄村、隋家村、从上村、潮外村、大荆家村、东荆家村、海丰村、鲁古埠村、河宝村、王家庄村、西沽头村、大沽头村、庄上村、崂峙埠村、新平村、新生村、新民村、新建村。

## 人口
2010年中国第六次人口普查时，大阎家镇共有人口27151人。共有家庭10868户，平均每户2.41人。14岁以下的少年儿童共2792人，占总人口10.28%；15-64岁人口共20199人，占总人口74.39%；65岁及以上的老年人共4160人，占总人口的15.32%。男性共计13815人，占总人口50.88%；女性共计13336，占总人口49.11%。本地居住的人口中，拥有本地户籍的人口为25325人，占93.27%。
1. ↑  中国国务院人口普查办公室、中国国家统计局人口就业统计司等. . 统计年鉴分享平台: 表15 山东省乡、镇、街道人口. 2010  [2018-07-19]. （原始内容 (收费)存档于2018-07-19）.